# 法卡拉瓦
法卡拉瓦（Fakarava）是法国海外集体法屬玻里尼西亞土阿莫土-甘比尔群岛行政区的一个市镇，领土涵盖同名环礁及托奧環礁、考埃希环礁、阿拉蒂卡環礁、拉拉卡環礁、塔亞羅環礁和尼奧環礁。

## 地理
法卡拉瓦（16°18'53"S, 145°37'35"W）面积16 平方千米，位于法国海外集体法屬玻里尼西亞土亞莫土群島。
由于法卡拉瓦领土为海洋中的环礁，故不与任何市镇接壤。

## 行政
法卡拉瓦的邮政编码为98763、98764、98790、98787，INSEE市镇编码为98716。

## 政治
法卡拉瓦的现任市长为艾蒂安·马罗（Etienne Maro）先生，任期为2020-2026年。

## 人口
法卡拉瓦于2022年时的人口数量为1679人。